# Won't Go Home Without You
"Won't Go Home Without You" là đĩa đơn thứ ba trích từ album It Won't Be Soon Before Long (2007) của Maroon 5. Nó được đề cử một giải Grammy cho "Trình bày Pop bởi cặp song ca hoặc nhóm nhạc bằng giọng hát xuất sắc nhất".

## Bảng xếp hạng
| Bảng xếp hạng (2007/2008)                | Vị trí cao nhất |
| ---------------------------------------- | --------------- |
| Úc (ARIA)                                | 7               |
| Áo (Ö3 Austria Top 40)                   | 16              |
| Bỉ (Ultratip Flanders)                   | 10              |
| Canada (Canadian Hot 100)                | 16              |
| Đức (GfK)                                | 11              |
| Ireland (IRMA)                           | 28              |
| Ý (FIMI)                                 | 15              |
| Netherlands (Dutch Top 40)               | 28              |
| New Zealand (Recorded Music NZ)          | 20              |
| Thụy Sĩ (Schweizer Hitparade)            | 65              |
| UK Singles (The Official Charts Company) | 44              |
| US Billboard Hot 100                     | 48              |
| US Adult Contemporary (Billboard)        | 14              |
| US Adult Pop Songs (Billboard)           | 3               |

### Bảng tổng kết cuối năm
| Bảng (2008)                | Hạng |
| -------------------------- | ---- |
| Đức (German Singles Chart) | 66   |